# Accident ferroviaire d'Amritsar
L'accident ferroviaire d'Amritsar est une collision ferroviaire meurtrière survenue le 19 octobre 2018 à Amritsar, dans le nord de l'Inde. Une foule hindoue qui célèbre Dussehra n'entend pas arriver un train qui la percute, faisant 58 morts et de nombreux blessés.

## Déroulement
Le vendredi 19 octobre 2018, dans la soirée, de nombreuses personnes sont dehors pour assister aux festivités de Dussehra, une importante fête de l'hindouisme. Ces réjouissances incluent un feu d'artifice ainsi que l'incendie d'une effigie remplie de pétards du démon Ravana. Pour mieux voir ce dernier, des milliers de spectateurs — environ 5 000 d'après les organisateurs — descendent sur les voies ferrées situées derrière le lieu de l'événement.
La foule n'entend pas arriver le train à cause du bruit ambiant. Le conducteur du train, quant à lui, la découvre au dernier moment car la voie forme un virage juste avant. En conséquence il n'a pas le temps de ralentir suffisamment et la catastrophe survient.
Une anecdote fait le tour des médias du pays : alors que le train écrase les gens bloqués au milieu des voies par la foule compacte, Buddhi Ram a juste le temps de lancer son fils de 10 mois, Vishal, à Meena Devi, une femme de 55 ans, avant d'être fauché à son tour. Celle-ci le ramène chez elle, en prend soin et le nourrit jusqu’à ce que les autorités parviennent à localiser sa mère, Radhika, dans un hôpital, gravement blessée mais vivante.